# Tonbandgerät
Tonbandgerät est un groupe allemand d'indie pop, originaire de Hambourg.

## Histoire
Les sœurs Isa et Sophia Poppensieker forment le groupe Tonbandgerät avec Ole Specht alors qu'elles étaient encore élèves en 2007. En 2010, Jakob Sudau, qui est à l'école avec les sœurs Isa et Sophia, les rejoint en tant que batteur. Après avoir donné ses premiers concerts, Tonbandgerät fait sa première apparition en dehors de Hambourg en 2008, lors du festival des auteurs-compositeurs-interprètes de Stuttgart, avec entre autres Bosse et Philipp Poisel, encore assez peu connus à l'époque. D'autres concerts et la production du premier EP Du nenni es Tetris, ich nenni es Alltag suivent. Fin 2011, le groupe signe un contrat d'enregistrement avec le label discographique Universal.
Tonbandgerät remporte en septembre 2012 le New Music Award, un prix musical décerné par les programmes radio de l'ARD, qui avait déjà été remporté avant eux par les groupes Kraftklub et Bonaparte, entre autres. En octobre 2013, Tonbandgerät remporté également le HANS - Der Hamburger Musikpreis en tant que meilleur espoir hambourgeois de l'année. Le 28 septembre 2012, le groupe sort son premier single, Irgendwie anders, suivi en avril 2013 par son premier album Heute ist für immer, qui se classe à la 31e place des charts allemands des albums. À l'initiative de l'Institut Goethe, le groupe fait une tournée de dix concerts dans des écoles aux États-Unis afin d'éveiller l'intérêt des élèves américains pour l'allemand comme langue étrangère. D'autres tournées suivent avec l'Institut Goethe en Tchéquie, en Israël et en Chine.
Lors de sa participation au Bundesvision Song Contest 2014 le 20 septembre 2014, le groupe obtient 87 points avec la chanson Alles geht et se classe ainsi cinquième. Le 1er mai 2015, leur deuxième album Wenn das Feuerwerk landet sort et set classe à la 11e place des charts. Le 7 septembre 2018, le troisième album Zwischen all dem Lärm sort chez Columbia (Sony) et se classe à la 33e place des charts. Le premier single Reisegruppe Angst und Bange, sorti en mai 2018, est un featuring avec Jan Windmeier, le chanteur de Turbostaat. Le clip musical du single Beckenrand est tourné à Athènes. En 2021, Isa Poppensieker quitte le groupe. Elle donne son concert d'adieu avec le groupe le 21 mai 2021 à la Fabrik à Hambourg.
Le 26 novembre 2022, Tonbandgerät sort l'EP Hellsehen pour le 15e anniversaire du groupe. Pour célébrer cet événement, ils donnent trois concerts en une journée au club de musique Molotow de Hambourg, en jouant à chaque fois les albums dans l'ordre chronologique et dans leur intégralité.
Tonbandgerät s'engage souvent socialement en plus de la musique. Ainsi, en 2015, ils font don de la recette de leur concert à la Große Freiheit 36 à Hambourg à Pro Asyl ou prennent position dans leur chanson Lange her, qu'ils enregistrent en 2017 à l'occasion des élections au Bundestag pour le projet démocratique Demotapes. En octobre 2018, ils jouent lors de la grande manifestation pour la préservation de la forêt de Hambach. 

## Discographie

### Albums studio
- 2013 : Heute ist für immer (31e place des charts allemands[5])
- 2015 : Wenn das Feuerwerk landet (11e place des charts allemands[5])
- 2018 : Zwischen all dem Lärm (33e place des charts allemands[5])
- 2024 : Ein anderes Leben

### EP
- 2009 : Du nennst es Tetris, ich nenn es Alltag
- 2021 : Pixel Lametta
- 2022 : Hellsehen

### Singles
- 2012 : Irgendwie anders
- 2013 : Halbmond
- 2013 : Raus hier
- 2013 : Auf Drei
- 2014 : Alles geht (73e place des charts allemands[5])
- 2015 : Sekundenstill
- 2018 : Reisegruppe Angst und Bange (avec Jan Windmeier de Turbostaat)
- 2018 : Mein Herz ist ein Tourist
- 2018 : Beckenrand
- 2020 : Nenn es nicht Liebe (avec Stefanie Heinzmann)
- 2020 : Bacardi Breezer
- 2020 : Alle deine Lügen
- 2021 : Dunkelblau
- 2022 : So wie mit 19
- 2022 : Happiness Comes in Waves
- 2022 : Lynn
- 2024 : 88 Luftballons
- 2024 : Julilichter